# Lisen Ydring
Hanna Lisen Ydring, född Arnell 21 mars 1978 i Stockholm, är en svensk tidigare skådespelare. Hon är främst känd för rollen som Ebba i Christina Herrströms och Peter Schildts TV-serie Ebba och Didrik från 1990.
Ydring medverkade i flera av radioteaterns sommarlovsserier på 1990-talet, bland annat tillsammans med Ernst-Hugo Järegård, Claes Månsson och Stina Ekblad. Hon arbetade senare som kommunikatör, bland annat som projektledare på en kommunikationsbyrå. Under 2010-talet blev hon stabschef på Solna stad, på förvaltningen för arbetsmarknad, kultur och fritid.